# 구루메 라멘

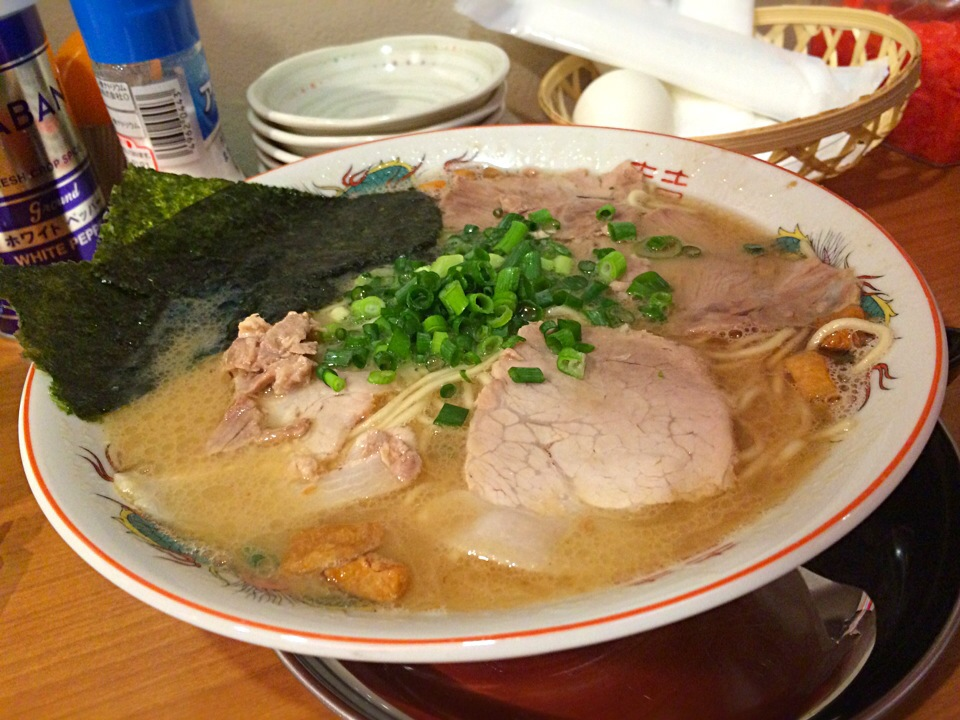
구루메 라멘

구루메 라멘(일본어: 久留米ラーメン)은 라멘의 종류 중 하나이다. 후쿠오카현 구루메시에서 유래한 라멘으로, 돼지뼈 (돈코츠)를 우려낸 국물과 가는 면으로 만든다. 가고시마현, 오키나와현을 제외한 규슈·야마구치 지방의 모든 현 발상 라멘에도 영향을 미쳤다. 돈코쓰 라멘의 원조로도 잘 알려져 있다.